# Ambasada Rosji w Waszyngtonie

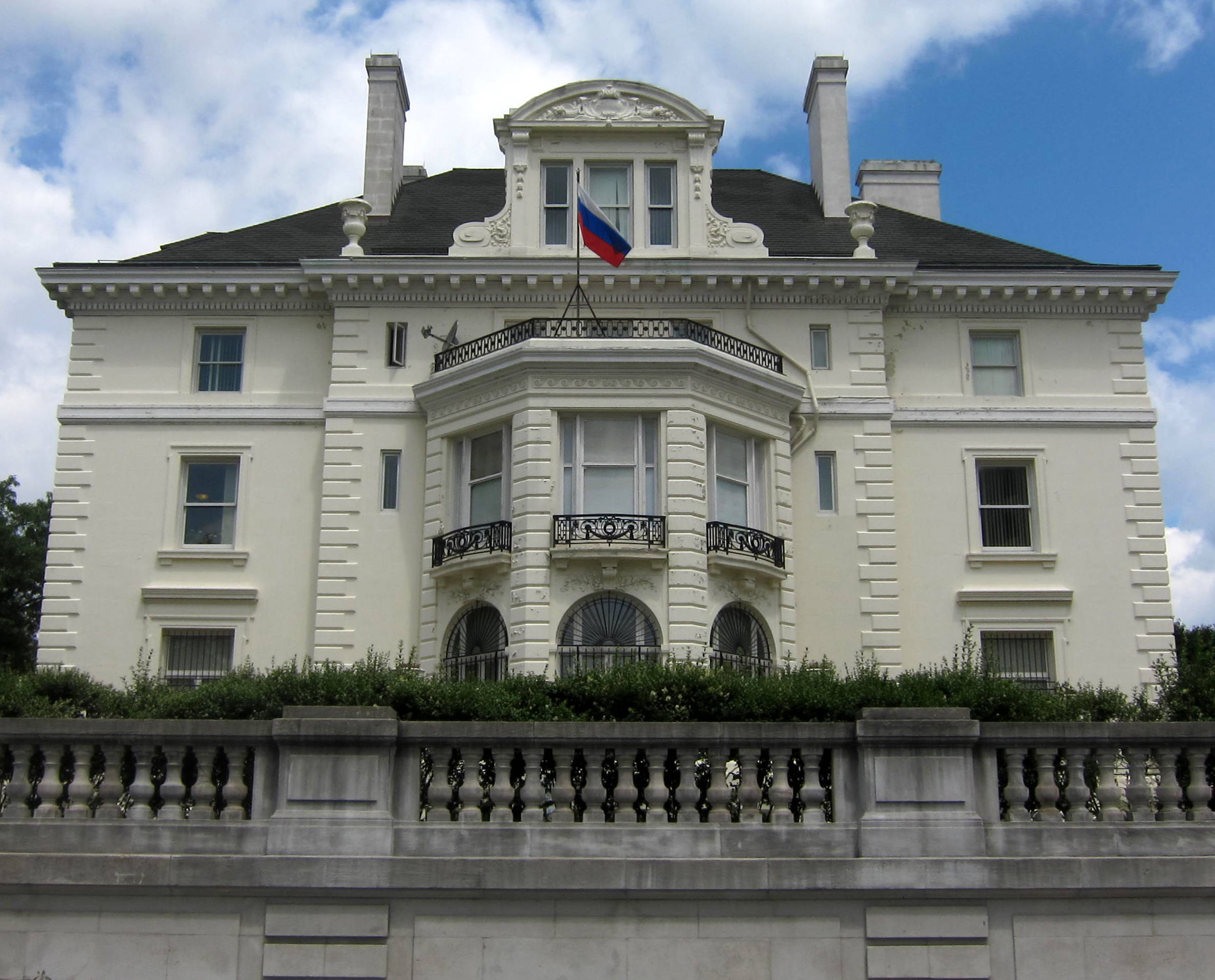
Lothrop Mansion - siedziba Przedstawicielstwa Handlowego Rosji w Waszyngtonie przy 2001 Connecticut Ave. NW

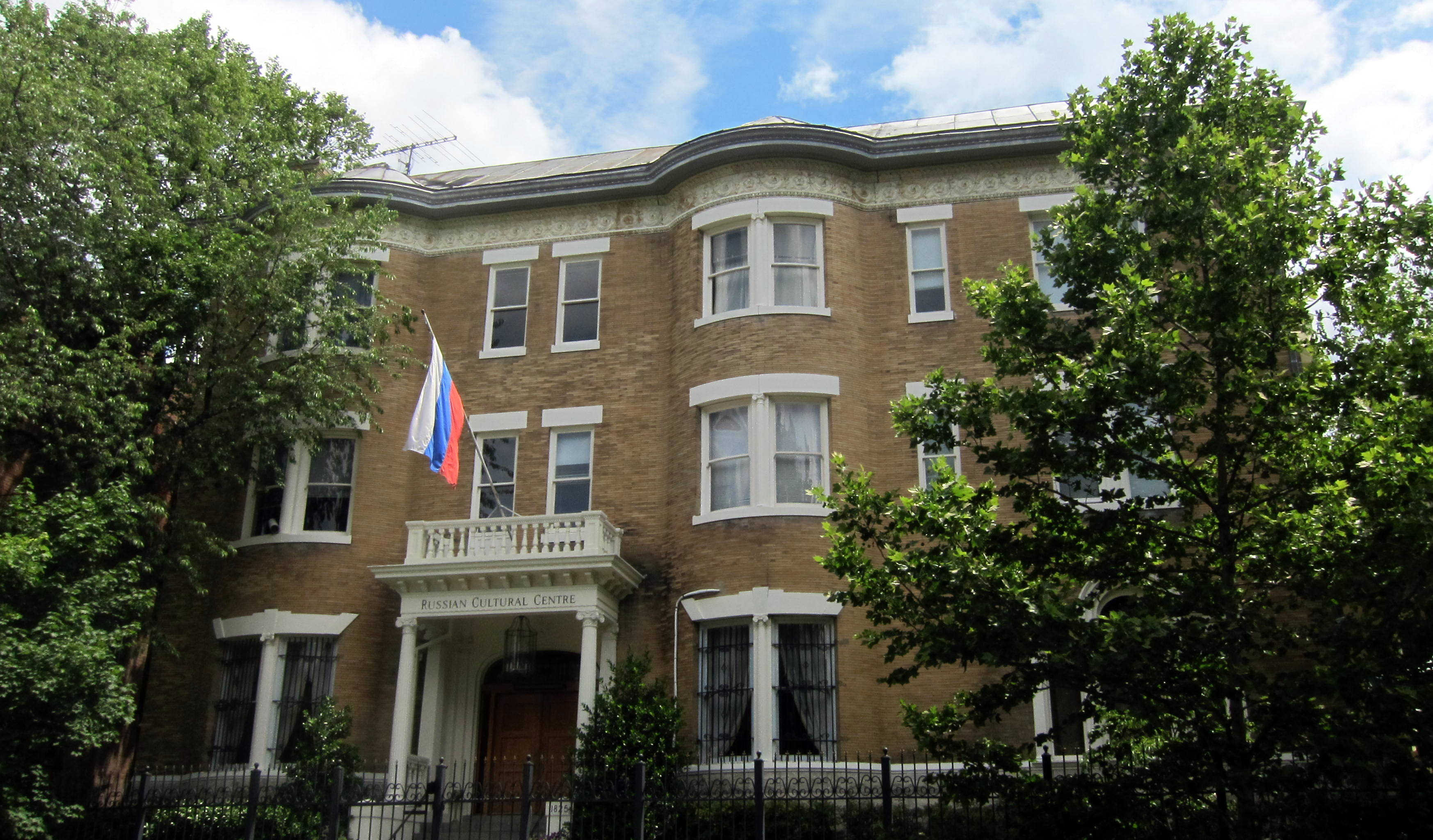
siedziba Rosyjskiego Centrum Kultury w Waszyngtonie przy 1825 Phelps Place NW

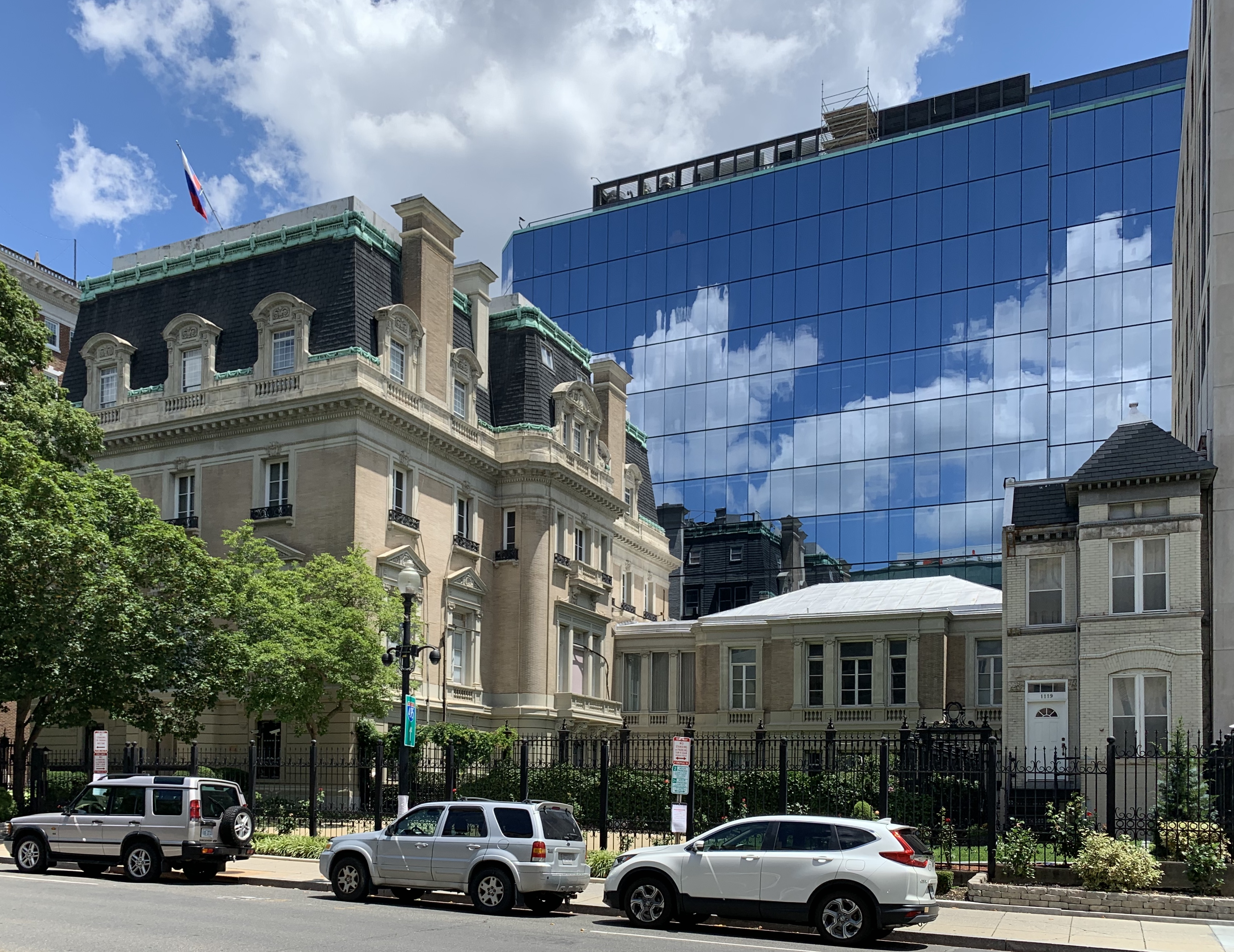
Rezydencja Ambasadora Rosji w Waszyngtonie przy 1125 16th Street NW, do 1993 ambasada ZSRR/Rosji

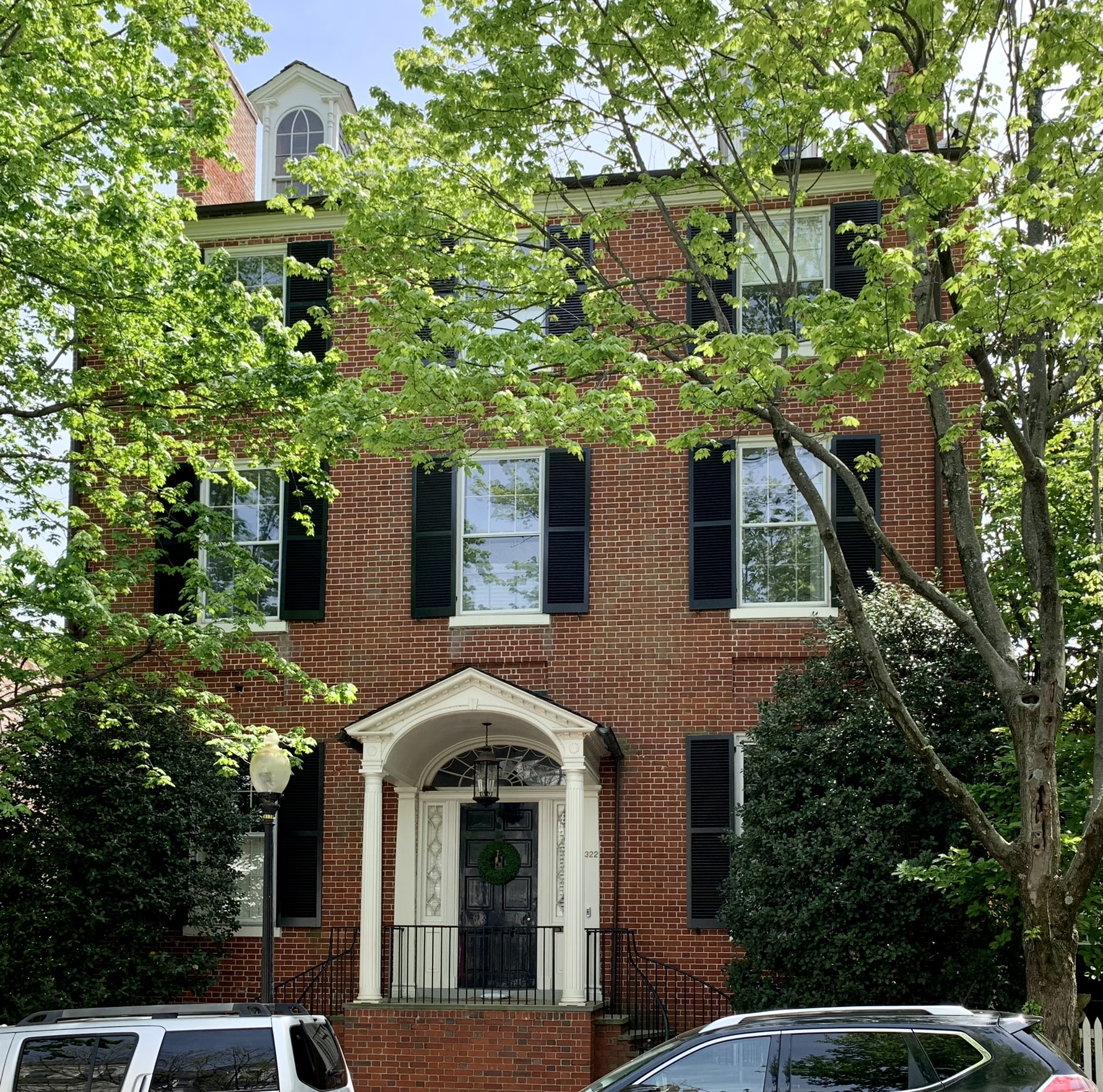
b. siedziba Poselstwa Rosji w Waszyngtonie w Bodisco House przy 3322 O Street NW (1837–1853)

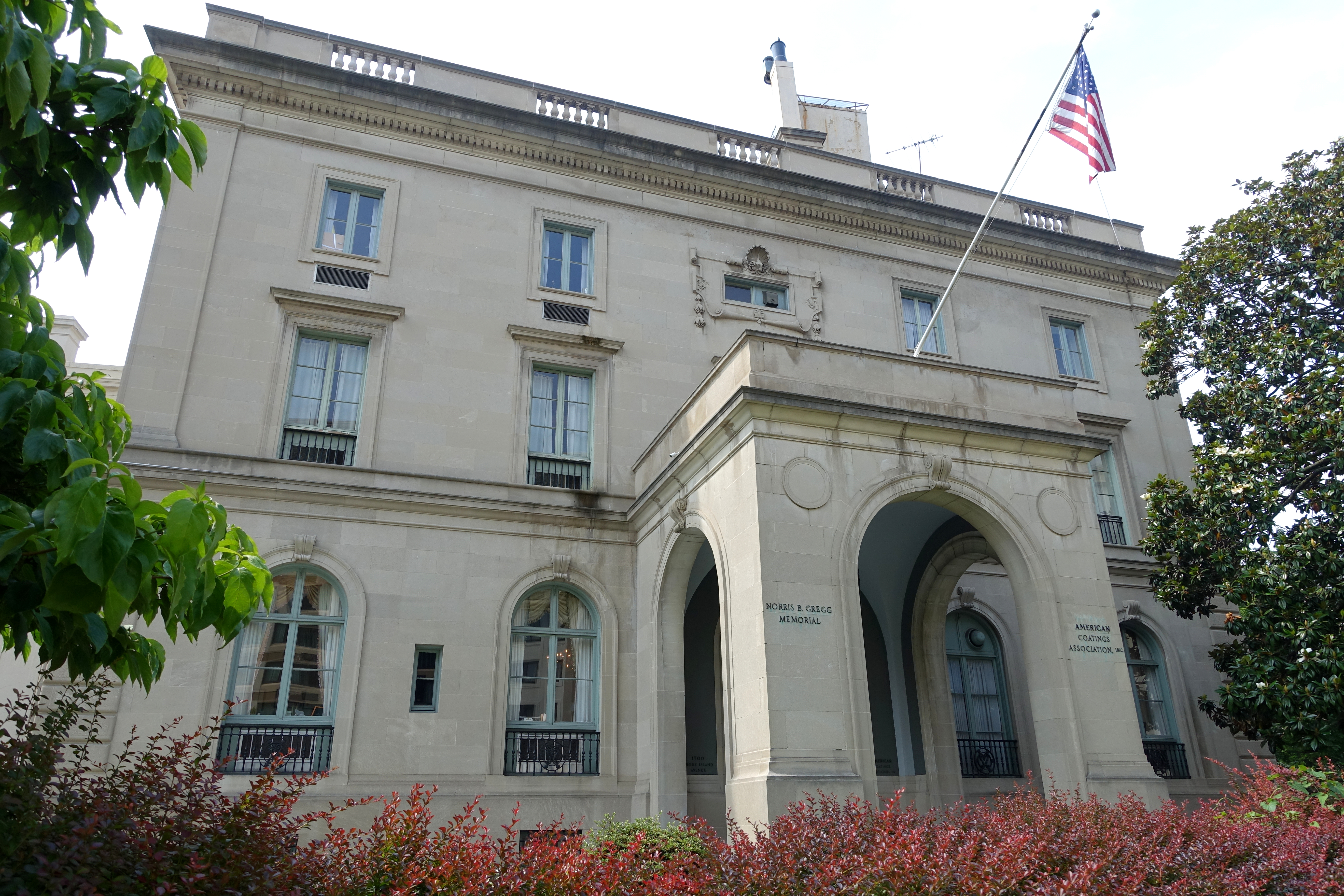
Brodhead-Bell-Morton Mansion - b. siedziba Poselstwa Rosji w Waszyngtonie przy 1500 Rhode Island Ave NW (1903-1906), obecnie mieści Ambasadę Węgier

Ambasada Rosji w Waszyngtonie (Embassy of Russia, Washington, D.C., Посольство России в США) – misja dyplomatyczna Federacji Rosyjskiej w Stanach Zjednoczonych.

## Historia
Rosja uznała Stany Zjednoczone 28 października 1803, kiedy car Aleksander I wydał ukaz, w którym ogłosił swoją decyzję o uznaniu Levetta Harrisa za konsula amerykańskiego w Petersburgu. Stosunki dyplomatyczne zostały formalnie nawiązane 14 lipca 1809, kiedy Andriej Daszkow złożył listy uwierzytelniające jako rosyjski chargé d’affaires prezydentowi Jamesowi Madisonowi.
W okresach, kiedy poselstwo/ambasada w Waszyngtonie nie funkcjonowały, pewne, choć ograniczone ich funkcje de facto pełniły kolejno - w latach 1919-1921 Biuro Radzieckie (Russian Soviet Government Bureau, Soviet Bureau, Русское советское правительственное бюро), 1924-1933 radziecka spółka handlowa Amtorg.
Główny kompleks Ambasady położony jest na „Mount Alto”, trzecim co do wysokości wzgórzu w Waszyngtonie (107 mnpm). Wcześniej w tym miejscu był Szpital dla Weteranów (Mount Alto Veterans Hospital) (1930-1967). Budynek mieszkalny, szkoła i część sportowa zostały ukończone w 1979, część administracyjno-reprezentacyjna w 1985, główny budynek ambasady rosyjskiej (łącznie ponad 6300 m²) we wrześniu 1994. 

## Schemat organizacyjny[5]
- Wydział konsularny, 2641 Tunlaw Rd. NW, Washington, DC 20007; wcześniej, w latach 70. i 80. przy 1825 Phelps Place NW, Washington, DC 20008
- Przedstawicielstwo Handlowe Federacji Rosyjskiej, 2001 Connecticut Ave. NW, DC 20008
- Biuro Attaché Rybnego, 1609 Decatur St. NW, Washington, DC 20011
- Wydział informacji, 1706 18th St. NW, Washington, DC 20009
- Centrum Kultury Rosyjskiej, 1825 Phelps Place NW, Washington, DC 20008; od 1957 użytkowany jako szkoła ambasady, w latach 70. i 80. konsulat, od 1999 Centrum Kultury
- Szkoła Średnia, na terenie ambasady
- Rezydencja ambasadora, 1125 16th Street NW, Washington, DC 20005; wcześniej pełniąca funkcję głównego budynku ambasady

## Siedziba
mieściła się w Bodisco House z 1818 przy 3322 O St. NW (1837–1853), na rogu I St. i Connecticut Ave. (1860-1864), 139 I St., Franklin Square (1869), 1336 I St. (1870), 1321 H St. (1872), 1833 G St. (1873-1874), 2001 I St. (1875), 1801 F St. (1876-1878), 1055 Conn. Ave. (1880-1884), 1705 K St. (1888-1893), 1829 I St. (1894-1903), w Brodhead-Bell-Morton Mansion z 1879 (proj. John Fraser) przy 1500 Rhode Island Ave. (1903-1906), 1634 I St. (1906-1912), 1119 Sixteenth (1916), w George Pullman House z 1910 (proj. Nathan C. Wyeth, Francis P. Sullivan) przy 1125 16th Street (1913-1917 i 1933-1994), obecnie w wybudowanym przez stronę rosyjską budynku z 1993 (proj. Michaił Posochin) przy 2650 Wisconsin Ave., N.W. (1994-).